# RIM-161 Standard Missile 3
El RIM-161 Standard Missile 3 (SM-3) és un sistema de míssils terra-aire basat en vaixells utilitzat per la Marina dels Estats Units per interceptar míssils balístics d'abast curt i mitjà com a part del sistema de defensa de míssils balístics Aegis. Encara que principalment dissenyat com un míssil antibalístic, l'SM-3 també s'ha emprat en una capacitat antisatèl·lit contra un satèl·lit a l'extrem inferior de l'òrbita terrestre baixa. L'SM-3 és utilitzat i provat principalment per la Marina dels Estats Units i també operat per la Força d'Autodefensa Marítima del Japó.

## Motivació i desenvolupament
L'SM-3 va evolucionar a partir del disseny provat SM-2 Block IV. L'SM-3 utilitza el mateix propulsor de coet sòlid i el mateix motor de coet de doble empenta que el míssil Block IV per a la primera i la segona etapa i la mateixa secció de control de direcció i guia de míssils de mig recorregut per maniobrar a l'atmosfera. Per donar suport a l'abast estès d'una intercepció exo-atmosfèrica, es proporciona una empenta addicional del míssil en una nova tercera etapa per al míssil SM-3, que conté un motor de coet de doble pols per a la primera fase de vol exo-atmosfèrica.
El treball inicial es va fer per adaptar l'SM-3 per al desplegament terrestre ("Aegis ashore") per acomodar especialment als israelians, però després van optar per seguir el seu propi sistema, el nom en clau de l'OTAN Arrow 3. Un grup de l'administració d'Obama va imaginar un enfocament adaptatiu per fases europeu (EPAA) i SM-3 va ser escollit com el principal vector d'aquest esforç perquè el THAAD nord-americà competidor no té prou abast i hauria requerit massa llocs a Europa per oferir un abast adequat. cobertura. Tanmateix, en comparació amb l'interceptor a terra del GMD, el bloc SM-3 I té aproximadament1⁄5 rang. Una millora significativa en aquest sentit, la variant SM-3 Block II amplia el diàmetre del míssil des de 0,34 m (13,5 in) a 0,53 m (21 in), fent-lo més adequat contra míssils balístics d'abast intermedi.
El míssil Block IIA, molt modificat, només comparteix el motor de la primera etapa amb el Bloc I. El Block IIA va ser "dissenyat per permetre que el Japó es protegeixi d'un atac de Corea del Nord amb menys vaixells desplegats", però també és l'element clau de l'EPAA. desplegament de la fase 3 a Europa. El Block IIA està sent desenvolupat conjuntament per Raytheon i Mitsubishi Heavy Industries ; aquest últim gestiona "el motor del coet de la tercera etapa i el con del morro". El cost pressupostat dels EUA fins ara és d'1.510 milions de dòlars per al Block IIA.

## Funcionament i rendiment
El radar AN/SPY-1 de la nau troba l'objectiu del míssil balístic i el sistema d'armes Aegis calcula una solució a l'objectiu. El propulsor de coets de combustible sòlid Aerojet MK 72 llança l'SM-3 fora del sistema de llançament vertical Mark 41 (VLS) del vaixell. Aleshores, el míssil estableix la comunicació amb el vaixell de llançament. Una vegada que s'esgota el propulsor, es desenganxa i el motor de coet de doble empenta (DTRM) de combustible sòlid Aerojet MK 104 es fa càrrec de la propulsió a través de l'atmosfera. El míssil continua rebent informació d'orientació a mig camí del vaixell de llançament i està ajudat per dades GPS. El motor de coet de tercera etapa (TSRM) de combustible sòlid ATK MK 136 s'encén després de la cremada de la segona etapa i porta el míssil per sobre de l'atmosfera (si cal). El TSRM es dispara per pols i proporciona propulsió a l'SM-3 fins a 30 segons per interceptar-lo.